# Rufino Carrasco
Rufino Carrasco (Talina, Bolivia; 10 de julio de 1817 - Oruro, Bolivia; 1 de noviembre de 1891) fue teniente coronel del Ejército boliviano y combatiente en la guerra del Pacífico. 

## Antecedentes
Poco se sabe de la vida de Rufino Carrasco. Los datos que se conocen fueron encontrados en una biografía incompleta que escribió Simeón Torres Carrasco, párroco de Talina y sobrino nieto de Rufino.[cita requerida]
Hijo de Manuel Carrasco, sargento mayor del Escuadrón Guías, se unió muy joven al Ejército boliviano, durante el Gobierno del Mariscal Andrés de Santa Cruz. Participó en las contiendas de Humahuaca, Iruya, Montenegro y en la famosa batalla de Ingavi. En febrero de 1875 fue nombrado Jefe del Estado Mayor de Cochabamba. Posteriormente, el Senado Nacional, a proposición del Poder Ejecutivo y, mediante Resolución Legislativa de 1 de noviembre de 1888, ascendió a Rufino Carrasco al grado de general de Brigada del Ejército boliviano.  
Actualmente, sus restos se encuentran en el cementerio de la ciudad de Oruro .

## Combate de Tambillo
La participación de Carrasco en la contienda que enfrentó a Perú y Bolivia contra Chile es poco conocida. Sin embargo, se sabe que gracias a él Bolivia ganó una de las pocas contiendas contra el Ejército chileno.
El 6 de diciembre de 1879, 70 francotiradores chicheños vencieron a 24 chilenos, en el desfiladero de Tambillo. Las tropas chilenas se aprestaban a entrar a Oruro y Potosí para cortar suministros desde Sucre.
Después de la derrota, que dejó 9 muertos y 11 heridos en los Granaderos de Chile; los hombres de Carrasco consiguieron 11 prisioneros y un botín de 18 rifles Winchester, 14 espadas, 16 bestias e incontables monturas, correajes y municiones.   

La valentía de Carrasco, que fue opacada a pesar de su victoria en Tambillo, se contrapone a la actuación de Narciso Campero. Campero estaba a la cabeza de la Quinta División boliviana, de la que Rufino era un coronel. Después de ganada la contienda en Tambillo, Carrasco izó la bandera boliviana en Atacama y esperó refuerzos que nunca llegaron:
Me es sumamente extraño que el general (Narciso) Campero (...) después de haberme encomendado una expedición tan difícil, lanzándome sólo con 70 hombres hasta ponerme a ocho leguas donde se encuentran fuerzas enemigas considerables, no hayan remitido fuerzas para apoyarnos. Nosotros, resueltos a sacrificarnos por la patria, no omitimos medio alguno de hacerlo, pero de cualquier fracaso que hubiese en lo sucesivo ustedes y solo ustedes serán responsables ante el pueblo boliviano”, escribió el coronel, en una misiva enviada a la Jefatura del Estado Mayor boliviano. 
Esas fueron las palabras de Carrasco, quien terminó desocupando Atacama por la falta de refuerzos. 
Un año después, en 1880, Rufino Carrasco publicó un Manifiesto sobre la expedición del litoral boliviano, en el que da cuenta de su participación en la contienda. Tal documento fue publicado el 2016, en una edición facsimilar, por el Ministerio de Defensa del Estado Plurinacional de Bolivia.